# Limnaecia trisema
Limnaecia trisema là một loài bướm đêm thuộc họ Cosmopterigidae. Loài này có ở Úc.